# 官庄畲族乡
官庄畲族乡是中华人民共和国福建省龙岩市上杭县下辖的一个民族乡。

## 行政区划
官庄畲族乡下辖以下村级行政区划单位：
上濯村、下濯村、蕉坑村、龙牌村、龙角村、红石村、回龙村、朱堡村、官庄村、福泉村、贵和村、新风村、七里村、璜头村、德康村、树人村、新民村和曾泗村。